# Bengt Lidner

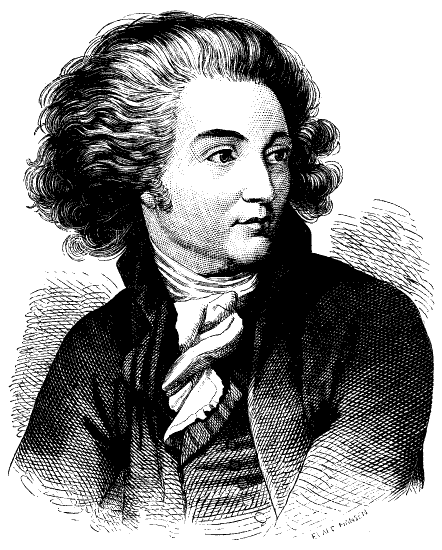
Bengt Lidner (1757–1793)

Bengt Lidner (* 16. März 1757 in Göteborg; † 4. Januar 1793 in Stockholm) war ein schwedischer Dichter. 

## Leben
Er studierte von 1774 bis 1775 in Lund. Dort gab er sich aber einem unordentlichen Leben hin, weshalb man ihn 1776 als Matrosen nach Ostindien schickte. Er entlief jedoch am Kap und studierte 1776–1779 in Greifswald. Anschließend ging er nach Stockholm und wurde 1779 in der Kriegsexpedition angestellt. König Gustav III. gewährte ihm ein Stipendium, wodurch er 1780 nach Göttingen fahren konnte, um Dramatik zu studieren. Nach einem Jahr musste er von dort vor seinen Schulden fliehen und wurde zum Sekretär der schwedischen Gesandtschaft in Paris ernannt, wo Lidner 1781 sein Trauerspiel „Erik XIV“ schrieb, bald aber wegen seiner schlechten Aufführung in Stockholm zurückgeschickt wurde. 1787 fuhr er nach Finnland, wo er heiratete und 1789 nach Stockholm zurückkam. Er starb dort am 4. Januar 1793 in äußerster Armut.

## Werke
Lidner war ein von der Natur hochbegabter Dichter; aber seine Poesie war unordentlich wie sein Leben, und seinen Schöpfungen fehlen Haltung und Charakter. Hervorhebung verdienen u. a.:
- „Spastaras död“ (1783)
- „Året 1783“
- „Yttersta domen“
- die Oper „Medea“

Die Schwedische Akademie errichtete ihm ein Denkmal an der Adolf-Fredriks-Kirche in Stockholm. Seine "Samlade skrifter" sind in vielen Auflagen erschienen; die achte erschien 1878. Eine textkritische Ausgabe in vier Bänden erschien 1930–1992 durch Svenska Vitterhetssamfundet.